# فوکوشیما ۵۰ (فیلم)
فوکوشیما ۵۰ (انگلیسی: Fukushima 50) یک فیلم درام فاجعه‌ای ژاپنی محصول سال ۲۰۲۰ به کارگردانی ستسورو واکاماتسو و نویسندگی یویچی مائکاوا است. این فیلم با بازی کویچی ساتو و کن واتانابه دربارهٔ گروهی از کارمندان است که وظیفه رسیدگی به ذوب راکتور نیروگاه هسته ای فوکوشیما دایچی پس از زمین‌لرزه و سونامی ۲۰۱۱ توهوکو را بر عهده دارند. این فیلم بر اساس کتاب ریوشو کادوتا با عنوان در آستانه: داستان داخل فوکوشیما دایچی ساخته شده و اولین فیلم ژاپنی است که این فاجعه را به تصویر می‌کشد.

## بازیگران
- کویچی ساتو در نقش توشیو ایساکی، سرپرست شیفت نیروگاه
- کن واتانابه در نقش ماسائو یوشیدا، سرپرست مرکز نیروگاه هسته‌ای شماره یک فوکوشیما دایچی در طول فاجعه
- به ریهو یوشی اوکا در نقش ایزاکی هاروکا
- هیده‌تاکا یوشی‌اوکا در نقش مائدا تاکومی
- نارومی یاسودا در نقش آسانو ماری
- شیرو سانو به عنوان نائوتو کان نخست‌وزیر ژاپن
- میتسورو هیراتا در نقش هیرایاما شیگرو
- یوری ناکامورا در نقش مائدا کانا
- شیگه‌رو ایزومیا در نقش ماتسوناگا
- شوهی هینو در نقش اوموری هیسائو
- نائوتو اوگاتا در نقش نوجیری شویچی

## تولید
فیلم‌برداری در نوامبر ۲۰۱۸ آغاز شد. تولید آن نیز در مه ۲۰۱۹ آغاز شد.

## بازتاب‌ها
مارک شیلینگ از ژاپن تایمز نقد مثبتی به این فیلم داد و گفت: «این فیلم با جسارت تلاش می‌کند تا حقایق را از طریق ذهنیت اپراتورهای کارخانه بیان کند.»